# Got to Be Certain
«Got to Be Certain» (en español: «Tengo que estar segura») es una canción de Pop-Dance de la cantante australiana Kylie Minogue.

## Historia
La canción fue lanzada como tercer sencillo de su álbum debut Kylie. La canción había estado originalmente escrita por Mandy Smith, pero su lanzamiento nunca se hizo hasta el año 2005. La canción recibió críticas mixtas de críticos profesionales de la música. El sencillo fue lanzado en primavera de 1988 y se convirtió en el primer sencillo que debutó en el #1 en las listas de Australia. La canción también se coronó en las listas de Bélgica y Finlandia. Alcanzó el top 10 en Francia, Alemania, Sudáfrica, Nueva Zelanda y Reino Unido.

## Video musical
El video musical de "Got To Be Certain" fue dirigido por Chris Langman y se filmó en abril de 1988. El video fue filmado en Melbourne, Australia. Se hicieron cuatro ediciones diferentes, combinando tomas de Kylie en un carrusel, en el estudio de un artista y bailando en un café, que es el video oficial.

## Rendimiento en las listas
En mayo de 1988, "Got To Be Certain" fue lanzado en el Reino Unido. La canción se transformó en su segundo top 5 cuando debutó en el #15 antes de subir en la lista las semanas siguientes hasta lograr un peak #2 y permaneciendo ahí por tres semanas. Finalmente vendió 278,000 copias en UK. Fuera del Reino Unido la canción fue extensivamente exitosa. LLegó al #1 en varios países, incluyendo Finlandia e Israel. El sencillo vendió 17,227 copias en Suecia en su tiempo.
En Australia se convirtió en su segundo sencillo en entrar a la lista de sencillos del país en el #1, permaneciendo en el lugar por tres semanas.

## Presentaciones en vivo
- Disco in Dreams/The Hitman Roadshow
- Enjoy Yourself Tour
- Rhythm Of Love Tour
- Let's Get To It Tour
- Showgirl: The Greatest Hits Tour (Improvisada en algunos conciertos solamente en a capela
- Showgirl: Homecoming Tour (Improvisada en algunos conciertos solamente a capela
- For You, For Me Tour
- Anti Tour

## Formatos
CD sencillo
1. «Got to Be Certain» (Extended Mix) - 6:36
2. «I Should Be So Lucky» (Extended Mix) - 6:08
3. «Got To Be Certain» (Out for a Duck, Bill, Platter Plus Dub Mix - Instrumental) - 3:17

7" sencillo Vinilo
1. «Got to Be Certain» - 3:17
2. «Got to Be Certain» (Out for a Duck, Bill, Platter Plus Dub Mix - Instrumental) - 3:17

12" sencillo Vinilo
1. «Got to Be Certain» (Extended Mix) - 6:36
2. «Got to Be Certain» (Out for a Duck, Bill, Platter Plus Dub Mix - Instrumental) - 3:17
3. «Got to Be Certain» - 3:17

12" remix
1. «Got to Be Certain» (Ashes to Ashes - The Extra Beat Boys remix) - 6:52
2. «Got to Be Certain» (Out for a Duck, Bill, Platter Plus Dub Mix - Instrumental) - 3:17
3. «Got to Be Certain» - 3:17

iTunes Digital EP - Remixes
1. «Got to Be Certain»
2. «Got to Be Certain» (Extended Mix)
3. «Got to Be Certain» (Ashes to Ashes - The Extra Beat Boys remix)
4. «Got to Be Certain» (Out for a Duck, Bill, Platter Plus Dub Mix - Instrumental)
5. «Got to Be Certain» (backing track)
6. «Love at First Sight» (1988 versión) (instrumental)
7. «Love at First Sight» (1988 versión) (backing track)

## Créditos
- Kylie Minogue - voz principal
- Dee Lewis, Mae McKenna - coros
- Mike Stock - coros, teclados
- Matt Aitken - guitarras, teclados
- Mark McGuire - ingeniería
- Pete Hammond - mezcla

## Posicionamiento
| Listas (1988) | Máxima posición |
| ------------- | --------------- |
| Alemania      | 6               |
| Australia     | 1               |
| Austria       | 9               |
| Bélgica       | 1               |
| Dinamarca     | 6               |
| Finlandia     | 1               |
| Francia       | 9               |
| Hong Hong     | 1               |
| Irlanda       | 6               |
| Israel        | 1               |
| Líbano        | 1               |
| Noruega       | 6               |
| Nueva Zelanda | 2               |
| Reino Unido   | 2               |
| Sudáfrica     | 6               |
| Suecia        | 19              |
| Suiza         | 8               |